# Яковлєв Дмитро Сергійович
Дмитро Сергійович Яковлєв (рос. Дмитрий Сергеевич Яковлев; 8 липня 1988, м. Москва, СРСР) — російський хокеїст, воротар. Виступає за ХК «Рязань» у Вищій хокейній лізі.  
Виступав за: «Хімік» (Митищі), «Капітан» (Ступіно), ХК «Бєлгород», ХК «Рязань», «Титан» (Клин).